# Nadia Martín
Nadia Martín (Las Palmas, 1995) es una periodista y fotógrafa especializada en estudios interdisciplinares de género. Escribe para medios como El Salto Diario, donde aborda temáticas con perspectiva de género y clase. Autora de libros como Diversas, Libres, Nuestras (2020)y guías educativas como Coeduca, Deconstruye, Transforma (2023) o La imposición del ideal de la belleza (2021).

## Trayectoria
Nadia Martín se graduó en Periodismo y Comunicación Audiovisual y formó parte de medios como la Asociación Española de Mujeres Profesionales de los Medios de Comunicación (AmecoPress) y en Mujeres en las Artes Visuales (MAV). Un año más tarde, realizó un Máster en Estudios Interdisciplinares de género en la Universidad Autónoma de Madrid (UAM) y posteriormente comenzó su doctorando en estudios feministas en la Universidad Complutense de Madrid (UCM).
Ha publicado libros como Diversas, Libres, Nuestras (2020)  y guías educativas como Coeduca, Deconstruye, Transforma (2023) o La imposición del ideal de la belleza (2021).
También ha dirigido un documental del mismo nombre (La imposición del ideal de la belleza), que versa en torno a las violencias estéticas, y ha comisariado exposiciones como Artivismo colectivo para no callar, La Habitación Propia o Transformando Fuerteventura.
Como periodista, colabora con el Salto Diario, donde escribe temáticas sociales con perspectiva de género y clase. Compagina esta actividad con talleres sobre prevención de violencias machistas, del acoso escolar LGTBIfobo, fomento de buenos tratos y de prevención de la desinformación, los bulos y los discursos de odio en instituciones como El Gobierno de Canarias, en centros educativos de las Islas Canarias y en medios de comunicación como Canarias Ahora. Asimismo, ha llevado a cabo el diseño, la coordinación y la codirección de las Jornadas de Comunicación Igualitaria con la Universidad de la Laguna (ULL).
Por otro lado, ha expuesto sus fotografías en galerías de arte como Rizoma Gallery, Galería independiente La Tabacalera o el Centro de Arte Juan Ismael. Su documental ha sido expuesto en los Cines Berlanga de Madrid y en centros autogestionados como La Ingobernable o La Brecha Vallekana. Su obra se centra en la fotografía conceptual y FineArt.

## Premios y reconocimientos
- En 2017 MaxoArte le otorgó el primer premio de fotografía.[11]
- En 2019 recibió el II Premio de Fotografía del Certamen de Jóvenes Creadores de Madrid.[12]
- En 2020 recibió el Primer Premio de Fotografía a Color MaxoArte Joven.
- En 2021 Beldur Barik otorgó un reconocimiento a su serie fotográfica.[13]
- En 2021 recibió el II Premio de fotografía y salud mental de AGIFES.[14]
- En 2022 se le otorgó el Primer premio del VIII Concurso de Fotografía ‘Por una vida libre de violencias machistas’ de Seseña.
- En 2023 fue reconocida como Premio Joven Canarias.[15]

## Obra
- Coeduca, Deconstruye, Transforma (2023). Ed. Gobierno de Canarias
- Guía didáctica La imposición del ideal de la belleza (2021).[16] Ed. Gobierno de Canarias
- Diversas, Libres, Nuestras (2020). Ed. Colectivo LGTB+ de Madrid (COGAM)
- Documental La Imposición de la belleza (2019).[17]